# .tn
.tn je vrhovna internetska domena (country code top-level domain - ccTLD) za Tunis.
Domenom upravlja Agence tunisienne d'Internet.

## Vanjske poveznice
- IANA .tn whois informacija  Arhivirana inačica izvorne stranice od 7. rujna 2008. (Wayback Machine)